# حمام زنانه حاج رحمت‌الله
حمام زنانه حاج رحمت‌الله  مربوط به دوره قاجار است و در اردکان، کوچه حمام، ضلع شمالی مسجد جامع واقع شده و این اثر در تاریخ ۱۶ شهریور ۱۳۸۳ با شمارهٔ ثبت ۱۱۱۰۸ به‌عنوان یکی از آثار ملی ایران به ثبت رسیده است.